# إيملي ستيفنسون
إيملي ستيفنسون (بالإنجليزية: Emily Stevenson)‏ هي لاعب كرة قاعدة أمريكية، ولدت في 26 يوليو 1925 في تشامبيغن في الولايات المتحدة، وتوفيت في 30 ديسمبر 2012.